# しのや文秀
しのや 文秀（しのや ぶんしゅう、1970年7月9日 - ）は、日本の声優・ナレーター。キャラ所属。大阪府出身。大阪経済大学卒業。

## 出演

### ゲーム
- THE KING OF FIGHTERS（2009年 - 2021年、ラルフ・ジョーンズ）

### TV番組ナレーション
- 関西テレビ
  - FNNスーパーニュースアンカー - 特報アンカー
- 中部日本放送
  - そこが知りたい 特捜!板東リサーチ
- サンテレビ
  - NEWS SIGNAL‐シグナルウォッチング
  - パチンコFDステーション
- KBS京都、TwellV
  - いにしえ逍遥・旅タカラジェンヌ

### TVCMナレーション
- リーブ21
- 小林製薬
- 花キューピット
- 阪神電鉄
- ハンコヤドットコム
- 兵庫大阪宅建協会
- 滝本仏光堂
- オリックス・バファローズ
- アップルガーデン茨木

### VPナレーション
- パナソニック
- JR西日本
- au
- クボタ
- ミズノ
- マンダム
- ダスキン
- 四国電力
- イクリプス
- ダイハツ
- 読売新聞
- 大阪経済大学
- トヨタホーム
- りそな信託銀行
- 阪神内燃機工業
- きんでん
- 美工創立五十周年
- 日清食品五十年の歩み
- 茶祖永谷宗円の足跡

### ラジオ
- FM守口「プロムナード824」

### CM出演
- ZAQケーブルテレビ（父親役）

### VP出演
- NTTドコモFOMAマーケティング（部長役）